# Joachim Priewe
Joachim Norbert Priewe (* 19. Juni 1934 in Berlin; † 30. August 2004) war ein deutscher Schriftsteller.
Priewe schloss mit dem Staatsexamen an der Humboldt-Universität zu Berlin ein kunstpädagogisches Studium ab und war 35 Jahre als Kunsterzieher in Berlin tätig.
Daneben arbeitete er als Schriftsteller und war Autor von Büchern und Feuilletons, Essays, Kurzgeschichten und Gedichten, erschienen in Zeitungen, Zeitschriften und Anthologien. Er schrieb auch Hörspiele und wurde 1978 mit dem Hörer- sowie dem Kritikerpreis des Berliner Rundfunks für das Hörspiel Nachtkonferenz oder Wie beginnt ein Regenguss ausgezeichnet. 30 Jahre war er Mitglied des Schriftstellerverbands der DDR in Berlin. Er bildete mit elf anderen die Gruppe junger Autoren „alex 64“.
Ab 1997 lebte er in der Dominikanischen Republik. Dort schrieb er seinen karibischen Gedichtzyklus Rettet Eure Flügel und die biografische Lebenswegbeschreibung über Artur Kirchheimer Vom Schattenland ins Tropenlicht. Im Jahre 2007 erschien der Gedichtband Ein Strauss Gedichte, erarbeitet und zusammengestellt von seiner Witwe Christa Priewe aus seinem Nachlass von 250 unveröffentlichten Gedichten.

## Werke
- Sommerliche Seeligkeiten. Eulenspiegel-Verlag, Berlin 1965.
- Gedichte in neue deutsche literatur 2, 1975.
- Begegnung mit Edgar André. Ein Lebensbild. Dietz, Berlin (Ost) 1986, ISBN 3-320-00777-7.
- Joachim Priewe, Paul-Gerhard Wenzlaff (Hrsg.), Heinrich Vogeler, Werden. Erinnerungen. Mit Lebenszeugnissen aus den Jahren 1923–1942. Verlag Atelier im Bauernhaus, Fischerhude 1989, ISBN 3881321004.
- Vom Schattenland ins Tropenlicht. Verlag Christa Priewe Selbstverlag, 2006.
- Ein Strauß Gedichte. Verlag Christa Priewe Selbstverlag, 2007, ISBN 978-3-8370-0191-4.